# Cystechinus
Genre
Cystechinus est un genre d'oursins irréguliers de la famille des Urechinidae.

## Description et caractéristiques
Ce sont des oursins très irréguliers, dont la forme a évolué de la sphère vers une forme ovale et bombée, avec une face inférieure plane. Ces oursins sont structurés selon une symétrie bilatérale secondaire, avec la bouche à l'« avant » et l'anus à l'« arrière ». Les piquants (« radioles ») sont courts, fins et clairsemés.
Leur test est fin et très fragile. Ce genre se distingue des autres au sein de cette famille par ses plaques génitales antérieures fusionnées.

## Liste d'espèces
Selon World Register of Marine Species (14 décembre 2015) :
- Cystechinus giganteus (A. Agassiz, 1898)
- Cystechinus loveni A. Agassiz, 1898
- Cystechinus wyvillii A. Agassiz, 1879